# Boris Litvinov
Boris Alexeïevitch Litvinov (en russe : Борис Алексеевич Литвинов), né le 13 janvier 1954, est le président du Conseil suprême de la république populaire de Donetsk.

## Biographie

### Carrière politique
Membre du Parti communiste de l'Union soviétique depuis 1979 (puis du parti communiste d'Ukraine) Boris Litvinov est élu président du Conseil suprême de la république populaire de Donetsk le 25 juillet 2014.